# ICC World Cricket League Division Five 2008
Die ICC World Cricket League Division Five 2008 war die erste Ausgabe dieses One-Day-Cricket-Wettbewerbes und fand zwischen dem 23. und 31. Mai 2008 auf Jersey statt. Das Wettbewerb war Teil der ICC World Cricket League 2007–09. Im Finale setzte sich Afghanistan gegen Jersey mit 2 Wickets durch und beide qualifizierten sich für den ICC World Cricket League Division Four 2008.

## Teilnehmer
An dem Turnier haben insgesamt 12 Mannschaften teilgenommen:
| - Afghanistan - Bahamas - Botswana - Deutschland - Japan - Jersey | - Mosambik - Nepal - Norwegen - Singapur - Vereinigte Staaten - Vanuatu |

## Format
In zwei Gruppen je sechs Mannschaften spielte jedes Team gegen jedes andere. Der Sieger eines Spiels bekam zwei Punkte, für ein Unentschieden oder No Result gab es einen Punkt. Die zwei Bestplatzierten aus jeder Gruppe qualifizierten sich für das Halbfinale. Die beide Finalisten qualifizierten sich für die ICC World Cricket League Division Four 2008. Die Dritt- und Viertplatzierten bleiben in Division Five und nahmen am ICC World Cricket League Division Five 2010 teil. Die verbliebenen acht Mannschaften auf Plätzen 5 bis 12 steigen in Wettbewerbe auf regionaler Ebene ab.

## Vorrunde

### Gruppe A
Tabelle
| Gruppe A           | Sp. | S | N | NR | P | NRR    |
| ------------------ | --- | - | - | -- | - | ------ |
| Nepal              | 5   | 4 | 0 | 1  | 9 | +3.040 |
| Vereinigte Staaten | 5   | 4 | 0 | 1  | 9 | +2.100 |
| Deutschland        | 5   | 3 | 2 | 0  | 6 | −0.670 |
| Mosambik           | 5   | 1 | 3 | 1  | 3 | −2.150 |
| Norwegen           | 5   | 1 | 4 | 0  | 2 | −0.540 |
| Vanuatu            | 5   | 0 | 4 | 1  | 1 | −3.520 |

Spiele
| 23. Mai Scorecard | Saint Brélade | Deutschland 69 (39.4)      | – | Nepal 70-3 (20.2) |
|                   |               | Nepal gewinnt mit 7 Wicket |   |                   |

| 23. Mai Scorecard | Saint Martin | Mosambik 148-7 (50)                           | – | Vereinigte Staaten 150-1 (27.4) |
|                   |              | Die Vereinigten Staaten gewinnt mit 9 Wickets |   |                                 |

| 23. Mai Scorecard | Saint Clement | Norwegen 360-3 (50)           | – | Vanuatu 177 (39.5) |
|                   |               | Norwegen gewinnt mit 183 Runs |   |                    |

| 24. Mai Scorecard | Saint Martin | Vanuatu 75 (25.1)                 | – | Deutschland 78-4 (9) |
|                   |              | Deutschland gewinnt mit 6 Wickets |   |                      |

| 24. Mai Scorecard | Saint Saviour | Mosambik 70 (28.5) | – | Nepal 2-0 (0.1) |
|                   |               | No Result          |   |                 |

| 24. Mai Scorecard | Saint Helier | Vereinigte Staaten 108-1 (21) | – | Norwegen |
|                   |              | No Result                     |   |          |

| 25. Mai Scorecard | Saint Helier | Norwegen 85 (31.1)                             | – | Vereinigte Staaten 87-0 (14.5) |
|                   |              | Die Vereinigten Staaten gewinnt mit 10 Wickets |   |                                |

| 25. Mai Scorecard | Saint Saviour | Nepal 238-7 (50)           | – | Mosambik 19 (14.5) |
|                   |               | Nepal gewinnt mit 219 Runs |   |                    |

| 26. Mai Scorecard | Saint Helier | Mosambik 96 (38.2)                | – | Deutschland 97-3 (28.1) |
|                   |              | Deutschland gewinnt mit 7 Wickets |   |                         |

| 26. Mai Scorecard | Saint Martin | Nepal 204 (49.4)           | – | Norwegen 96 (46.4) |
|                   |              | Nepal gewinnt mit 108 Runs |   |                    |

| 26. Mai Scorecard | Saint Saviour | Vanuatu 88-9 (24/24)                          | – | Vereinigte Staaten 89-3 (19.2/24) |
|                   |               | Die Vereinigten Staaten gewinnt mit 7 Wickets |   |                                   |

| 27. Mai Scorecard | Saint Saviour | Deutschland 104 (32.5/33)                     | – | Vereinigte Staaten 107-4 (28.1/33) |
|                   |               | Die Vereinigten Staaten gewinnt mit 6 Wickets |   |                                    |

| 27. Mai Scorecard | Saint Brélade | Norwegen 110 (33.2/36)         | – | Mosambik 111-7 (33.4/36) |
|                   |               | Mosambik gewinnt mit 3 Wickets |   |                          |

| 27. Mai Scorecard | Saint Helier | Nepal 220-9 (46/46)        | – | Vanuatu 83 (32.1/46) |
|                   |              | Nepal gewinnt mit 137 Runs |   |                      |

| 28./29. Mai Scorecard | Saint Brélade | Norwegen 145 (47.1)         | – | Deutschland 151-4 (37.5) |
|                       |               | Italien gewinnt mit 37 Runs |   |                          |

| 28./29. Mai Scorecard | Saint Clement | Mosambik 88-4 (22) | – | Vanuatu |
|                       |               | No Result          |   |         |

| 28./29. Mai Scorecard | Saint Brélade Saint Martin | Nepal 182 (50) | – | Vereinigte Staaten |
|                       |                            | No Result      |   |                    |

### Gruppe B
Tabelle
| Gruppe B    | Sp. | S | N | U | NR | P | NRR    |
| ----------- | --- | - | - | - | -- | - | ------ |
| Jersey      | 5   | 4 | 0 | 0 | 1  | 9 | +2.460 |
| Afghanistan | 5   | 3 | 1 | 0 | 1  | 7 | +1.630 |
| Singapur    | 5   | 3 | 1 | 0 | 1  | 7 | +0.240 |
| Botswana    | 5   | 1 | 3 | 0 | 1  | 3 | −0.750 |
| Japan       | 5   | 0 | 3 | 1 | 1  | 2 | −1.350 |
| Bahamas     | 5   | 0 | 3 | 1 | 1  | 2 | −2.650 |

Spiele
| 23. Mai Scorecard | Saint Helier | Afghanistan 179 (35.4)          | – | Japan 87 (40.2) |
|                   |              | Afghanistan gewinnt mit 92 Runs |   |                 |

| 23. Mai Scorecard | Saint Brélade | Botswana 205 (48.4)          | – | Bahamas 135 (36) |
|                   |               | Botswana gewinnt mit 70 Runs |   |                  |

| 23. Mai Scorecard | Saint Saviour | Jersey 189 (49.4)          | – | Singapur 96 (41.4) |
|                   |               | Jersey gewinnt mit 96 Runs |   |                    |

| 24. Mai Scorecard | Saint Brélade | Afghanistan 105-5 (24.2) | – | Bahamas |
|                   |               | No Result                |   |         |

| 24. Mai Scorecard | Saint Clement | Singapur 91-1 (23) | – | Botswana |
|                   |               | No Result          |   |          |

| 24. Mai Scorecard | Saint Brélade | Jersey 141-0 (26) | – | Japan |
|                   |               | No Result         |   |       |

| 25. Mai Scorecard | Saint Brélade | Bahamas 46 (24)                   | – | Afghanistan 49-5 (6.3) |
|                   |               | Afghanistan gewinnt mit 5 Wickets |   |                        |

| 25. Mai Scorecard | Saint Clement | Botswana 183-9 (50)            | – | Singapur 184-7 (47.3) |
|                   |               | Singapur gewinnt mit 3 Wickets |   |                       |

| 25. Mai Scorecard | Saint Brélade | Japan 124-8 (50)             | – | Jersey 125-2 (34.1) |
|                   |               | Jersey gewinnt mit 8 Wickets |   |                     |

| 26. Mai Scorecard | Saint Brélade | Botswana 128 (34.4)               | – | Afghanistan 129-3 (19.5) |
|                   |               | Afghanistan gewinnt mit 7 Wickets |   |                          |

| 26. Mai Scorecard | Saint Clement | Jersey 206-4 (32/32)        | – | Bahamas 78 (25.2/32) |
|                   |               | Jersey gewinnt mit 128 Runs |   |                      |

| 27. Mai Scorecard | Saint Clement | Singapur 145 (29.3/30)       | – | Afghanistan 76 (20.2/30) |
|                   |               | Singapur gewinnt mit 69 Runs |   |                          |

| 27. Mai Scorecard | Saint Brélade | Bahamas 115 (24.2/26) | – | Japan 115-8 (26/26) |
|                   |               | Spiel unentschieden   |   |                     |

| 27. Mai Scorecard | Saint Martin | Botswana 66 (39.3)           | – | Jersey 67-3 (15.2) |
|                   |              | Jersey gewinnt mit 7 Wickets |   |                    |

| 28. Mai Scorecard | Saint Saviour | Afghanistan    | – | Jersey |
|                   |               | Spiel abgesagt |   |        |

| 28. Mai Scorecard | Saint Helier | Bahamas        | – | Singapur |
|                   |              | Spiel abgesagt |   |          |

| 28. Mai Scorecard | Saint Martin | Botswana  | – | Japan |
|                   |              | No Result |   |       |

| 26./29. Mai Scorecard | Saint Brélade Saint Helier | Singapur 201 (35.4)                       | – | Japan 67-5 (27/27) |
|                       |                            | Singapur gewinnt mit 52 Runs (D/L method) |   |                    |

## Platzierungsspiele

### Platzierungsrunde um die Plätze 9 bis 12
| 30. Mai Scorecard | Saint Martin | Norwegen 202-5 (50)          | – | Bahamas 150 (39.5) |
|                   |              | Norwegen gewinnt mit 52 Runs |   |                    |

| 30. Mai Scorecard | Saint Helier | Japan 238-6 (50)          | – | Vanuatu 139 (39.3) |
|                   |              | Japan gewinnt mit 99 Runs |   |                    |

#### Spiel um Platz 11
| 31. Mai Scorecard | Saint Brélade | Vanuatu 113 (29.3)            | – | Bahamas 116-4 (35.2) |
|                   |               | Bahamas gewinnt mit 6 Wickets |   |                      |

#### Spiel um Platz 9
| 31. Mai Scorecard | Saint Brélade | Japan 181 (48.2)               | – | Norwegen 182-3 (43.2) |
|                   |               | Norwegen gewinnt mit 7 Wickets |   |                       |

### Platzierungsrunde um die Plätze 5 bis 8
| 30. Mai Scorecard | Saint Brélade | Singapur 203-8 (50)          | – | Mosambik 149 (46.4) |
|                   |               | Singapur gewinnt mit 54 Runs |   |                     |

| 30. Mai Scorecard | Saint Brélade | Botswana 126 (45.4)         | – | Deutschland 117 (38.5) |
|                   |               | Botswana gewinnt mit 9 Runs |   |                        |

#### Spiel um Platz 7
| 31. Mai Scorecard | Saint Helier | Mosambik 153 (45.5)               | – | Deutschland 157-8 (46.1) |
|                   |              | Deutschland gewinnt mit 2 Wickets |   |                          |

#### Spiel um Platz 5
| 31. Mai Scorecard | Saint Clement | Singapur 119 (42.1)          | – | Botswana 104 (37) |
|                   |               | Singapur gewinnt mit 15 Runs |   |                   |

### Platzierungsrunde um die Plätze 1 bis 4
| 30. Mai Scorecard | Saint Clement | Jersey 220-5 (50)          | – | Vereinigte Staaten 136 (38.2) |
|                   |               | Jersey gewinnt mit 84 Runs |   |                               |

| 30. Mai Scorecard | Saint Saviour | Afghanistan 142 (49.3)          | – | Nepal 105 (45.5) |
|                   |               | Afghanistan gewinnt mit 37 Runs |   |                  |

#### Spiel um Platz 3
| 31. Mai Scorecard | Saint Martin | Nepal 189 (46.3)          | – | Vereinigte Staaten 93 (43.4) |
|                   |              | Nepal gewinnt mit 96 Runs |   |                              |

#### Finale
| 31. Mai Scorecard | Saint Saviour | Jersey 80 (39.5)                  | – | Afghanistan 81-8 (37.4) |
|                   |               | Afghanistan gewinnt mit 2 Wickets |   |                         |

## Abschlusstabelle
| Pos | Team               | Anmerkung                                                |
| --- | ------------------ | -------------------------------------------------------- |
| 1   | Afghanistan        | Aufstieg zur ICC World Cricket League Division Four 2008 |
| 2   | Jersey             | Aufstieg zur ICC World Cricket League Division Four 2008 |
| 3   | Nepal              | Verbleib in ICC World Cricket League Division Five 2010  |
| 4   | Vereinigte Staaten | Verbleib in ICC World Cricket League Division Five 2010  |
| 5   | Singapur           | Abstieg zu regionalen Wettbewerben                       |
| 6   | Botswana           | Abstieg zu regionalen Wettbewerben                       |
| 7   | Deutschland        | Abstieg zu regionalen Wettbewerben                       |
| 8   | Mosambik           | Abstieg zu regionalen Wettbewerben                       |
| 9   | Norwegen           | Abstieg zu regionalen Wettbewerben                       |
| 10  | Japan              | Abstieg zu regionalen Wettbewerben                       |
| 11  | Bahamas            | Abstieg zu regionalen Wettbewerben                       |
| 12  | Vanuatu            | Abstieg zu regionalen Wettbewerben                       |